# Юнацька збірна Греції з футболу (U-20)
Юнацька збірна Греції з футболу до 20 років (грец. Εθνική Ελλάδας U20) — національна футбольна збірна Греції гравців віком до 20 років, яка підпорядкована Федерації футболу Греції і представляє збірну на Молодіжному чемпіонаті світу.

## Історія
Молодіжна збірна Греції до 20 років була вперше створена в 2013 році для участі у тогорічному молодіжному чемпіонаті світу. Це стало можливим після того, як юнацька збірна до 19 років вийшла в фінал чемпіонату Європи до 19 років 2012 року і кваліфікувались вперше в історії на молодіжний чемпіонат світу, що пройшов у Туреччина влітку 2013 року.
На «мундіалі» збірна грала у групі D проти однолітків з Малі, Мексики і Парагваю та закінчила на першому місці. Проте в 1/8 фіналу греки поступились збірній Узбекистану.

## Результати

### Молодіжний чемпіонат світу
| Рік    | Раунд              | І                  | В                  | Н                  | П                  | ГЗ                 | ГП                 |                    |
| ------ | ------------------ | ------------------ | ------------------ | ------------------ | ------------------ | ------------------ | ------------------ | ------------------ |
| 1977   | Не кваліфікувалися | Не кваліфікувалися | Не кваліфікувалися | Не кваліфікувалися | Не кваліфікувалися | Не кваліфікувалися | Не кваліфікувалися | Не кваліфікувалися |
| 1979   | Не кваліфікувалися | Не кваліфікувалися | Не кваліфікувалися | Не кваліфікувалися | Не кваліфікувалися | Не кваліфікувалися | Не кваліфікувалися | Не кваліфікувалися |
| 1981   | Не кваліфікувалися | Не кваліфікувалися | Не кваліфікувалися | Не кваліфікувалися | Не кваліфікувалися | Не кваліфікувалися | Не кваліфікувалися | Не кваліфікувалися |
| 1983   | Не кваліфікувалися | Не кваліфікувалися | Не кваліфікувалися | Не кваліфікувалися | Не кваліфікувалися | Не кваліфікувалися | Не кваліфікувалися | Не кваліфікувалися |
| 1985   | Не кваліфікувалися | Не кваліфікувалися | Не кваліфікувалися | Не кваліфікувалися | Не кваліфікувалися | Не кваліфікувалися | Не кваліфікувалися | Не кваліфікувалися |
| 1987   | Не кваліфікувалися | Не кваліфікувалися | Не кваліфікувалися | Не кваліфікувалися | Не кваліфікувалися | Не кваліфікувалися | Не кваліфікувалися | Не кваліфікувалися |
| 1989   | Не кваліфікувалися | Не кваліфікувалися | Не кваліфікувалися | Не кваліфікувалися | Не кваліфікувалися | Не кваліфікувалися | Не кваліфікувалися | Не кваліфікувалися |
| 1991   | Не кваліфікувалися | Не кваліфікувалися | Не кваліфікувалися | Не кваліфікувалися | Не кваліфікувалися | Не кваліфікувалися | Не кваліфікувалися | Не кваліфікувалися |
| 1993   | Не кваліфікувалися | Не кваліфікувалися | Не кваліфікувалися | Не кваліфікувалися | Не кваліфікувалися | Не кваліфікувалися | Не кваліфікувалися | Не кваліфікувалися |
| 1995   | Не кваліфікувалися | Не кваліфікувалися | Не кваліфікувалися | Не кваліфікувалися | Не кваліфікувалися | Не кваліфікувалися | Не кваліфікувалися | Не кваліфікувалися |
| 1997   | Не кваліфікувалися | Не кваліфікувалися | Не кваліфікувалися | Не кваліфікувалися | Не кваліфікувалися | Не кваліфікувалися | Не кваліфікувалися | Не кваліфікувалися |
| 1999   | Не кваліфікувалися | Не кваліфікувалися | Не кваліфікувалися | Не кваліфікувалися | Не кваліфікувалися | Не кваліфікувалися | Не кваліфікувалися | Не кваліфікувалися |
| 2001   | Не кваліфікувалися | Не кваліфікувалися | Не кваліфікувалися | Не кваліфікувалися | Не кваліфікувалися | Не кваліфікувалися | Не кваліфікувалися | Не кваліфікувалися |
| 2003   | Не кваліфікувалися | Не кваліфікувалися | Не кваліфікувалися | Не кваліфікувалися | Не кваліфікувалися | Не кваліфікувалися | Не кваліфікувалися | Не кваліфікувалися |
| 2005   | Не кваліфікувалися | Не кваліфікувалися | Не кваліфікувалися | Не кваліфікувалися | Не кваліфікувалися | Не кваліфікувалися | Не кваліфікувалися | Не кваліфікувалися |
| 2007   | Не кваліфікувалися | Не кваліфікувалися | Не кваліфікувалися | Не кваліфікувалися | Не кваліфікувалися | Не кваліфікувалися | Не кваліфікувалися | Не кваліфікувалися |
| 2009   | Не кваліфікувалися | Не кваліфікувалися | Не кваліфікувалися | Не кваліфікувалися | Не кваліфікувалися | Не кваліфікувалися | Не кваліфікувалися | Не кваліфікувалися |
| 2011   | Не кваліфікувалися | Не кваліфікувалися | Не кваліфікувалися | Не кваліфікувалися | Не кваліфікувалися | Не кваліфікувалися | Не кваліфікувалися | Не кваліфікувалися |
| 2013   | 1/8 фіналу         | 4                  | 1                  | 2                  | 1                  | 4                  | 5                  |                    |
| 2015   | Не кваліфікувалися | Не кваліфікувалися | Не кваліфікувалися | Не кваліфікувалися | Не кваліфікувалися | Не кваліфікувалися | Не кваліфікувалися | Не кваліфікувалися |
| 2017   | Не кваліфікувалися | Не кваліфікувалися | Не кваліфікувалися | Не кваліфікувалися | Не кваліфікувалися | Не кваліфікувалися | Не кваліфікувалися | Не кваліфікувалися |
| 2019   | Не кваліфікувалися | Не кваліфікувалися | Не кваліфікувалися | Не кваліфікувалися | Не кваліфікувалися | Не кваліфікувалися | Не кваліфікувалися | Не кваліфікувалися |
| Всього | 1/22               | 4                  | 1                  | 2                  | 1                  | 4                  | 5                  |                    |